# Káva, Pesta
Káva  este un sat în districtul Monor, județul Pesta, Ungaria, având o populație de 688 de locuitori (2011). 

## Demografie
Componența etnică a satului Káva
     Maghiari (97,51%)
     Necunoscut (0,83%)
     Alții (1,66%)
Componența confesională a satului Káva
     Luterani (12,06%)
     Fără religie (11,34%)
     Reformați (10,17%)
     Necunoscută (65,7%)
     Atei (0,73%)
     Alte religii (1,02%)
Conform recensământului din 2011, satul Káva avea 688 de locuitori. Din punct de vedere etnic, majoritatea locuitorilor (97,51%) erau maghiari. Apartenența etnică nu este cunoscută în cazul a 0,83% din locuitori. Nu există o religie majoritară, locuitorii fiind luterani (12,06%), persoane fără religie (11,34%) și reformați (10,17%). Pentru 65,7% din locuitori nu este cunoscută apartenența confesională.